# وال (بایرن)
وال (به آلمانی: Waal) یک شهر در آلمان است که در استالگوی واقع شده‌است.